# Čchen Wen-čching
Čchen Wen-čching (čínsky pchin-jinem Chēn Wénqīng, znaky zjednodušené 陈文清, tradiční 陳文清; * 24. ledna 1960) je čínský politik, bývalý policista a prokurátor. Od října 2022 je tajemník politické a právní komise ústředního výboru Komunistické strany Číny, nejvyššího stranického orgánu dohlížejícího na policii a zpravodajské služby. Předtím v letech 2016–2022 zastával post ministra státní bezpečnosti Čínské lidové republiky.
Byl členem 19. ústředního výboru, a v současnosti je členem 20. ústředního výboru a 20. politbyra ÚV KS Číny, a také jedním z tajemníků sekretariátu ÚV KS Číny.

## Životopis

### Mládí a kariéra v Sečuánu
Čchen Wen-čching pochází z okresu Žen-šou v provincii S'-čchuan. Je chanské národnosti. Narodil v roce 1960 během velkého čínského hladomoru, jeho dětství bylo následně poznamenáno kulturní revolucí. Jeho otec byl po celý život příslušníkem veřejné bezpečnosti. V letech 1980-1984 absolvoval studium práv na Jihozápadní univerzitě politických věd a práva v Čchung-čchingu. V roce 1983 se stal členem Komunistické strany Číny. Svou kariéru začal jako policista, respektive příslušník veřejné bezpečnosti, v prefektuře Mej-šan. V roce 1990 se stal náměstkem ředitele úřadu veřejné bezpečnosti v prefektuře Le-šan, o dva roky později byl jmenován ředitelem. V roce 1994 byl povýšen, přičemž přestoupil do ústředí státní bezpečnosti v provincii S'-čchuan, kde čtyři roky působil jako náměstkem ředitele. Následně se v lednu 1998 stal ředitelem a převzal vedení nad státní bezpečností v celé provincii. Řady policie opustil v roce 2002, kdy byl povýšen do funkce hlavního prokurátora lidové prokuratury provincie S'-čchuan. V letech 2003-2008 (10. volební období) byl také poslancem Všečínského shromáždění lidových zástupců.

### Fu-ťien a vrcholná politika
Dalšího kariérního postupu se dočkal, když byl roku 2006 jmenován tajemníkem komise pro kontrolu disciplíny v provincii Fu-ťien a poté v letech 2011-2016 zastával post zástupce tajemníka tamějšího provinčního výboru Komunistické strany Číny. Následně byl v roce 2012 jmenován zástupcem tajemníka Ústřední komise pro kontrolu disciplíny KS Číny a stal se tak pobočníkem jejího tehdejšího tajemníka Wang Čchi-šana, blízkého spojence Si Ťin-pchinga. V té době uvnitř Komunistické strany Číny probíhaly rozsáhlé čistky a je možné, že v nich Čchen Wen-čching sehrál roli. Čistky zasáhly více než sto vysoce postavených komunistických funkcionářů, včetně bývalého ministra veřejné bezpečnosti a člena stálého výboru politbyra ÚV KS Číny Čou Jung-kchanga, či několika náměstků ministra státní bezpečnosti.
V dubnu 2015 byl Čchen Wen-čching jmenován stranickým tajemníkem ministerstva státní bezpečnosti, a následně v listopadu 2016 ministrem státní bezpečnosti. Na XIX. sjezdu Komunistické strany Číny byl zvolen členem Ústředního výboru. V květnu 2018 byl Si Ťin-pchingem jmenován zástupcem ředitele Kanceláře Ústřední komise pro státní bezpečnost.
Na XX. sjezdu Komunistické strany Číny v říjnu 2022 byl zvolen členem 20. ústředního výboru strany, načež byl zvolen i členem politbyra ÚV KS Číny. Zároveň se stal jedním z tajemníků sekretariátu ústředního výboru. 28. října 2022 byl jmenován tajemníkem politické a právní komise ústředního výboru KS Číny, přičemž ve funkci nahradil Kuo Šeng-kchuna. Komise je nejvyšším stranickým orgánem dohlížejícím na veškeré pořádkové síly, policii a zpravodajské služby.
30. října 2022 jej ve funkci ministra státní bezpečnosti nahradil Čchen I-sin.